# Manuel Rondo
Manuel Rondo Roku (* 25. Mai 1967) ist ein äquatoguineischer Langstreckenläufer. 
Bei den Olympischen Sommerspielen 1988 nahm er an den 5000 Metern der Männer teil und wurde dort 19. seines Vorlaufes. Außerdem war er in diesem Jahr Flaggenträger für sein Land.